# Sérgio Maurício
Sérgio Maurício Droge (Rio de Janeiro, 2 de fevereiro de 1963) é um narrador esportivo brasileiro com passagens pelos canais de televisão Band, BandSports, SporTV, Premiere, Combate, Globo e TV Brasil (antes, TVE Brasil). É o criador dos bordões "Tá ligado", "No capricho" e "Cê tá louco?".

## Carreira
Em 1973, foi proibido pelo pai de ver corridas de F1, após o acidente fatal do Roger Williamson no GP da Holanda. Para isso, fugiu para a casa do tio para assistir aos GPs.
Sérgio Maurício começou a trabalhar como narrador esportivo com apenas 16 anos, na Rádio Roquette Pinto. Alguns anos depois, insistiu para que sua emissora na época, a Rádio Carioca, transmitisse o GP do Brasil de 1988, sendo essa a sua primeira narração da categoria. Também passou pelas rádios Capital, Tamoio, Manchete e CBN.
Na televisão, especializou-se em transmissões de Fórmula 1, motovelocidade, competições de voleibol, basquetebol, entre outros. Estreou na TV pelo SporTV (ainda com o nome de Top Sport) em 1993 e também estreou na antiga TVE, hoje TV Brasil, em 1994. No canal público, comandou os programas Stadium e EsporTVisão. Saiu da emissora em 2008. No canal campeão, chegou a sair em 1999, mas retornou em 2001. Além dos eventos, apresentou alguns programas, como o Linha de Chegada e o Tá na Área. Por ocasião dos Jogos Panamericanos de 2007, no Rio de Janeiro, teve o privilégio de narrar a conquista da primeira medalha de ouro conquistada por um atleta brasileiro. Nas lutas de taekwondo, também já fez a locução de eventos de MMA, como o Meca World Vale Tudo, além de estar na TV Globo, onde fez as corridas da Stock Car e as lutas do UFC.
Escalado para narrar os jogos olímpicos de Londres pelo SporTV, Sérgio Maurício chorou copiosamente após o ouro de Sarah Menezes e o bronze de Felipe Kitadai no judô. Recebeu, inclusive, uma homenagem do narrador Galvão Bueno por sua contribuição ao esporte como profissional de comunicação e pela emoção desta transmissão.
Fazendo jus à fama de pé-quente, em sua primeira escalação para narrar a classificação para o Grande Prêmio da Áustria de 2014, o brasileiro Felipe Massa fez sua primeira pole position em nove anos.
Sérgio Maurício narrou também o GP da Inglaterra de Fórmula 1, pela Rede Globo. Em 2016, tornou-se o primeiro jornalista brasileiro a ter carregado duas tochas olímpicas, uma nos Jogos de Inverno de Sóchi e outra no revezamento dos jogos de verão do Rio.
Em fevereiro de 2021, deixou o Grupo Globo e assinou com a Band para ser o narrador oficial da Fórmula 1 na emissora.

## Polêmicas
Enquanto narrador das corridas da Fórmula 1 na Band, Sérgio Maurício esteve envolvido em diversas polêmicas ao longo dos anos. No dia 23 de maio de 2022, durante a transmissão da Fórmula 1, Sérgio chamou os torcedores do Flamengo de "duros" e "favelados" nos bastidores. O vídeo, que estava sendo transmitido ao vivo no YouTube, viralizou rapidamente e gerou forte reação negativa. Diante da repercussão, o narrador se pronunciou no Instagram, pedindo desculpas e classificando a situação como uma "brincadeira imprópria". O vice-presidente geral e jurídico do Flamengo, Rodrigo Dunshee, criticou o comportamento do jornalista e cobrou uma postura do Grupo Bandeirantes.
No dia 21 de setembro de 2024, durante a transmissão do 1º Treino Livre do GP de Singapura, Sérgio Maurício fez um comentário polêmico sobre Lewis Hamilton, único piloto negro da Fórmula 1. O narrador minimizou as críticas do heptacampeão mundial ao presidente da FIA, Mohammed bin Sulayem, que havia comparado os palavrões de pilotos aos de rappers norte-americanos. Hamilton considerou a fala de Sulayem estereotipada e com viés racial, ao que Sérgio Maurício reagiu com ironia, dizendo que não via racismo na declaração e que Hamilton teria "surfado" no discurso. A fala do narrador gerou revolta entre os fãs da Fórmula 1, que criticaram sua postura nas redes sociais.
Em 24 de fevereiro de 2025, Sérgio Maurício cometeu ato transfóbico na rede social X (antigo Twitter) após chamar a deputada federal Erika Hilton (PSOL-SP) de "fake news humana" e "essa coisa". A postagem foi feita em resposta a um internauta que criticava a deputada e sua aparência. Por conta da repercussão negativa, o narrador deletou o seu perfil. Em declaração à Folha de S.Paulo, Sérgio negou qualquer envolvimento, afirmando que se tratava de uma conta falsa e que ele estava tomando medidas judiciais contra quem usou sua imagem indevidamente. Dois dias depois, o narrador foi afastado da Bandeirantes por conta da polêmica.
No dia 2 de março de 2025, Sérgio Maurício admitiu que a conta no X onde ofendeu a deputada Erika Hilton era sua. O narrador pediu desculpas à parlamentar, afirmando que se arrependia do ocorrido. Erika afirmou que iria processá-lo, considerando a conduta criminosa, e buscando responsabilização pelo ato. A Band não comentou o caso. Já no dia 11 de março, prestes a iniciar a transmissão da temporada 2025 da Fórmula 1 com o GP da Austrália, a Band anunciou a permanência do narrador.